# Eleições presidenciais portuguesas de 2001 no distrito de Bragança
| Eleições presidenciais portuguesas de 2001 Distritos: Aveiro \| Beja \| Braga \| Bragança \| Castelo Branco \| Coimbra \| Évora \| Faro \| Guarda \| Leiria \| Lisboa \| Portalegre \| Porto \| Santarém \| Setúbal \| Viana do Castelo \| Vila Real \| Viseu \| Açores \| Madeira \| Estrangeiro |

## Resultados por Concelho
Os resultados nos concelhos do Distrito de Bragança foram os seguintes:

### Alfândega da Fé
| Candidato               | Candidato                  | Votos | %               |
| ----------------------- | -------------------------- | ----- | --------------- |
|                         | Jorge Sampaio              | 1 497 | 48,94 / 100,00  |
|                         | Joaquim Ferreira do Amaral | 1 381 | 45,15 / 100,00  |
|                         | Fernando Rosas             | 75    | 2,45 / 100,00   |
|                         | António Abreu              | 55    | 1,80 / 100,00   |
|                         | António Garcia Pereira     | 51    | 1,67 / 100,00   |
| Votos Inválidos         | Votos Inválidos            | 92    | 2,92 / 100,00   |
| Total                   | Total                      | 3 151 | 100,00 / 100,00 |
| Eleitorado/Participação | Eleitorado/Participação    | 6 149 | 51,24 / 100,00  |

### Bragança
| Candidato               | Candidato                  | Votos  | %               |
| ----------------------- | -------------------------- | ------ | --------------- |
|                         | Jorge Sampaio              | 6 594  | 49,61 / 100,00  |
|                         | Joaquim Ferreira do Amaral | 5 975  | 44,95 / 100,00  |
|                         | Fernando Rosas             | 308    | 2,32 / 100,00   |
|                         | António Abreu              | 243    | 1,83 / 100,00   |
|                         | António Garcia Pereira     | 172    | 1,29 / 100,00   |
| Votos Inválidos         | Votos Inválidos            | 356    | 2,61 / 100,00   |
| Total                   | Total                      | 13 648 | 100,00 / 100,00 |
| Eleitorado/Participação | Eleitorado/Participação    | 33 219 | 41,08 / 100,00  |

### Carrazeda de Ansiães
| Candidato               | Candidato                  | Votos | %               |
| ----------------------- | -------------------------- | ----- | --------------- |
|                         | Jorge Sampaio              | 1 773 | 47,10 / 100,00  |
|                         | Joaquim Ferreira do Amaral | 1 769 | 47,00 / 100,00  |
|                         | Fernando Rosas             | 92    | 2,44 / 100,00   |
|                         | António Abreu              | 86    | 2,28 / 100,00   |
|                         | António Garcia Pereira     | 44    | 1,17 / 100,00   |
| Votos Inválidos         | Votos Inválidos            | 89    | 2,31 / 100,00   |
| Total                   | Total                      | 3 853 | 100,00 / 100,00 |
| Eleitorado/Participação | Eleitorado/Participação    | 8 032 | 47,97 / 100,00  |

### Freixo de Espada à Cinta
| Candidato               | Candidato                  | Votos | %               |
| ----------------------- | -------------------------- | ----- | --------------- |
|                         | Jorge Sampaio              | 1 008 | 49,61 / 100,00  |
|                         | Joaquim Ferreira do Amaral | 937   | 46,11 / 100,00  |
|                         | Fernando Rosas             | 36    | 1,77 / 100,00   |
|                         | António Abreu              | 28    | 1,38 / 100,00   |
|                         | António Garcia Pereira     | 23    | 1,13 / 100,00   |
| Votos Inválidos         | Votos Inválidos            | 33    | 1,60 / 100,00   |
| Total                   | Total                      | 2 065 | 100,00 / 100,00 |
| Eleitorado/Participação | Eleitorado/Participação    | 4 161 | 49,63 / 100,00  |

### Macedo de Cavaleiros
| Candidato               | Candidato                  | Votos  | %               |
| ----------------------- | -------------------------- | ------ | --------------- |
|                         | Joaquim Ferreira do Amaral | 3 465  | 48,08 / 100,00  |
|                         | Jorge Sampaio              | 3 373  | 46,80 / 100,00  |
|                         | Fernando Rosas             | 163    | 2,26 / 100,00   |
|                         | António Garcia Pereira     | 107    | 1,48 / 100,00   |
|                         | António Abreu              | 99     | 1,37 / 100,00   |
| Votos Inválidos         | Votos Inválidos            | 250    | 3,35 / 100,00   |
| Total                   | Total                      | 7 457  | 100,00 / 100,00 |
| Eleitorado/Participação | Eleitorado/Participação    | 17 948 | 41,55 / 100,00  |

### Miranda do Douro
| Candidato               | Candidato                  | Votos | %               |
| ----------------------- | -------------------------- | ----- | --------------- |
|                         | Joaquim Ferreira do Amaral | 1 739 | 50,80 / 100,00  |
|                         | Jorge Sampaio              | 1 496 | 43,70 / 100,00  |
|                         | Fernando Rosas             | 81    | 2,37 / 100,00   |
|                         | António Garcia Pereira     | 59    | 1,72 / 100,00   |
|                         | António Abreu              | 48    | 1,40 / 100,00   |
| Votos Inválidos         | Votos Inválidos            | 107   | 3,03 / 100,00   |
| Total                   | Total                      | 3 530 | 100,00 / 100,00 |
| Eleitorado/Participação | Eleitorado/Participação    | 8 246 | 42,81 / 100,00  |

### Mirandela
| Candidato               | Candidato                  | Votos  | %               |
| ----------------------- | -------------------------- | ------ | --------------- |
|                         | Joaquim Ferreira do Amaral | 5 590  | 53,57 / 100,00  |
|                         | Jorge Sampaio              | 4 169  | 39,95 / 100,00  |
|                         | António Abreu              | 317    | 3,04 / 100,00   |
|                         | Fernando Rosas             | 197    | 1,89 / 100,00   |
|                         | António Garcia Pereira     | 162    | 1,55 / 100,00   |
| Votos Inválidos         | Votos Inválidos            | 278    | 2,59 / 100,00   |
| Total                   | Total                      | 10 713 | 100,00 / 100,00 |
| Eleitorado/Participação | Eleitorado/Participação    | 23 999 | 44,64 / 100,00  |

### Mogadouro
| Candidato               | Candidato                  | Votos  | %               |
| ----------------------- | -------------------------- | ------ | --------------- |
|                         | Joaquim Ferreira do Amaral | 2 837  | 56,46 / 100,00  |
|                         | Jorge Sampaio              | 1 969  | 39,18 / 100,00  |
|                         | Fernando Rosas             | 102    | 2,03 / 100,00   |
|                         | António Abreu              | 64     | 1,27 / 100,00   |
|                         | António Garcia Pereira     | 53     | 1,05 / 100,00   |
| Votos Inválidos         | Votos Inválidos            | 115    | 2,24 / 100,00   |
| Total                   | Total                      | 5 140  | 100,00 / 100,00 |
| Eleitorado/Participação | Eleitorado/Participação    | 11 807 | 43,53 / 100,00  |

### Torre de Moncorvo
| Candidato               | Candidato                  | Votos  | %               |
| ----------------------- | -------------------------- | ------ | --------------- |
|                         | Jorge Sampaio              | 2 333  | 50,84 / 100,00  |
|                         | Joaquim Ferreira do Amaral | 2 006  | 43,71 / 100,00  |
|                         | Fernando Rosas             | 95     | 2,07 / 100,00   |
|                         | António Abreu              | 91     | 1,98 / 100,00   |
|                         | António Garcia Pereira     | 64     | 1,39 / 100,00   |
| Votos Inválidos         | Votos Inválidos            | 151    | 3,18 / 100,00   |
| Total                   | Total                      | 4 740  | 100,00 / 100,00 |
| Eleitorado/Participação | Eleitorado/Participação    | 10 370 | 45,71 / 100,00  |

### Vila Flor
| Candidato               | Candidato                  | Votos | %               |
| ----------------------- | -------------------------- | ----- | --------------- |
|                         | Jorge Sampaio              | 1 833 | 48,70 / 100,00  |
|                         | Joaquim Ferreira do Amaral | 1 717 | 45,62 / 100,00  |
|                         | Fernando Rosas             | 97    | 2,58 / 100,00   |
|                         | António Abreu              | 79    | 1,10 / 100,00   |
|                         | António Garcia Pereira     | 38    | 1,01 / 100,00   |
| Votos Inválidos         | Votos Inválidos            | 110   | 2,84 / 100,00   |
| Total                   | Total                      | 3 874 | 100,00 / 100,00 |
| Eleitorado/Participação | Eleitorado/Participação    | 7 857 | 49,31 / 100,00  |

### Vimioso
| Candidato               | Candidato                  | Votos | %               |
| ----------------------- | -------------------------- | ----- | --------------- |
|                         | Joaquim Ferreira do Amaral | 1 186 | 49,33 / 100,00  |
|                         | Jorge Sampaio              | 1 066 | 44,34 / 100,00  |
|                         | Fernando Rosas             | 62    | 2,58 / 100,00   |
|                         | António Garcia Pereira     | 45    | 1,87 / 100,00   |
|                         | António Abreu              | 45    | 1,87 / 100,00   |
| Votos Inválidos         | Votos Inválidos            | 61    | 2,48 / 100,00   |
| Total                   | Total                      | 2 465 | 100,00 / 100,00 |
| Eleitorado/Participação | Eleitorado/Participação    | 6 336 | 38,90 / 100,00  |

### Vinhais
| Candidato               | Candidato                  | Votos  | %               |
| ----------------------- | -------------------------- | ------ | --------------- |
|                         | Jorge Sampaio              | 2 403  | 51,06 / 100,00  |
|                         | Joaquim Ferreira do Amaral | 2 010  | 42,72 / 100,00  |
|                         | Fernando Rosas             | 125    | 2,66 / 100,00   |
|                         | António Abreu              | 92     | 1,96 / 100,00   |
|                         | António Garcia Pereira     | 75     | 1,59 / 100,00   |
| Votos Inválidos         | Votos Inválidos            | 105    | 2,18 / 100,00   |
| Total                   | Total                      | 4 810  | 100,00 / 100,00 |
| Eleitorado/Participação | Eleitorado/Participação    | 12 483 | 38,53 / 100,00  |